# Franz Carl Weber (Unternehmer)
Franz Philipp Karl Friedrich Weber (* 24. Mai 1855 in Schwarzenbach am Wald; † 8. November 1948 in Zürich) war ein Schweizer Unternehmer und Gründer des Spielwarenfachgeschäfts Franz Carl Weber.

## Leben
Franz Carl Weber wurde als Sohn des evangelischen Pfarrers Amadeus Friedrich Weber und der Maria Friederike (geborene Riessner) in Schwarzenbach am Wald, Königreich Bayern geboren. Er absolvierte eine kaufmännische Lehre in der Spielwaren-Exportfirma Ullmann & Engelmann in Nürnberg. Nach dem Tod der Eltern verliess er seine Heimatstadt Fürth und zog 1879 nach Zürich. Dort war er bis 1881 als Reisender bei der Drogerie Finsler im Meiershof angestellt.
Im gleichen Jahr gründete Franz Carl Weber mit seinem Bruder Konrad die Firma Franz Carl Weber Spielwaren und eröffnete an der Bahnhofstrasse das bis heute bestehende Spielwarengeschäft. Ab 1886 schickte er Vertreter mit Musterkollektionen auf Reisen. In der Weihnachtssaison 1891 erschien erstmals ein Prospekt, den er später zum Katalog ausweitete und von bekannten Künstlern illustrieren liess. 1917 richtete Weber eine erste Filiale in Genf ein, 1925 eine zweite in Bern.
Weber erhielt 1898 das Bürgerrecht der Stadt Zürich. Ab 1919 firmierte die Familiengesellschaft als Franz Carl Weber Aktiengesellschaft mit Domizil an der Bahnhofstrasse 62 in Zürich. Als 1922 seine Frau Emilie Weber-Rebmann starb, zog er sich gänzlich aus der Firma zurück. Er starb 1948 in seinem 94. Lebensjahr.